# Jüdische Gemeinde Ingenheim
Die jüdische Gemeinde Ingenheim in Ingenheim bestand von 17. Jahrhundert bis 1940. Mitte des 19. Jahrhunderts war sie die größte jüdische Gemeinde in der Pfalz. Die jüdische Gemeinde war, bis zu dessen Auflösung, Sitz des Bezirksrabbinats Ingenheim und gehörte anschließend zum Bezirksrabbinat Landau.

## Geschichte
Erste Erwähnungen von auf dem Gebiet von Ingenheim lebenden Juden gehen auf das 14. Jahrhundert zurück. Im 15. und 16. Jahrhundert werden erneut Juden genannt, die sich in Ingenheim niedergelassen hatten. Eine jüdische Gemeinde entstand allerdings erst im 17. Jahrhundert. Die Zahl der Mitglieder der jüdischen Gemeinschaft stieg in den folgenden Jahren stark an. Mitte des 19. Jahrhunderts erreichte sie mit 619 jüdischen Mitgliedern ihren Höchststand. Zu diesem Zeitpunkt war die jüdische Gemeinde Ingenheim die größte jüdische Gemeinde in der Pfalz. Ab der Mitte des 19. Jahrhunderts kam es zu einer Auswanderungswelle, vorwiegend in die Vereinigten Staaten. Dies führte dazu, dass auch die Zahl der jüdischen Einwohner von Ingenheim stark zurückging. Von 1869 bis 1884 stellte die jüdische Gemeinschaft mit Bernhard Roos den Bürgermeister von Ingenheim. Ab Anfang der 1920er Jahre gehörten auch die Mitglieder der jüdischen Gemeinschaften von Klingenmünster, Heuchelheim und Göcklingen zur Gemeinde. Die Gemeinde beschäftigte, neben Lehrpersonal für die Schulen, einen Rabbiner, einen Kantor, der auch die Aufgaben eines Schochet innehatte, zwei Beamte sowie einen Synagogendiener. Ab 1933, nach der „Machtergreifung“ Adolf Hitlers, wurden die jüdischen Einwohner immer mehr entrechtet. Dies führte zu einem weiteren Wegzug von jüdischen Gemeindemitgliedern. Bei den Novemberpogromen 1938 wurde zuerst die Synagoge verwüstet und in Brand gesetzt. Dann erfolgte die Stürmung der jüdischen Wohnungen und Häuser. Die männlichen Mitglieder der Gemeinde wurde nach Landau und von dort in das KZ Dachau deportiert. Jüdische Frauen wurden durch die Gauleitung unter Gauleiter Josef Bürckel aufgefordert, Ingenheim binnen 24 Stunden zu verlassen und sich am Landauer Hauptbahnhof einzufinden. Von dort wurden sie überwiegend in den Raum Mannheim verbracht. Während dieser Maßnahmen wurden die Wohnungen, Häuser und Geschäfte der jüdischen Gemeindemitglieder sowie die Geschäftsräume der jüdischen Kultusgemeinde geplündert. Zwei Wochen später wurde die Anordnung aufgehoben und die Männer und Frauen durften nach Ingenheim zurückkehren. Die Mehrzahl der 57, zu diesem Zeitpunkt, noch in Ingenheim lebenden und zurückgekehrten Mitglieder der jüdischen Gemeinschaft verließ nach 1938 Ingenheim. Die letzten drei Einwohner jüdischen Glaubens wurden im Oktober 1940 im Zuge der sogenannten Wagner-Bürckel-Aktion in das französische Internierungslager Gurs deportiert. Nach 1945 ermittelte die Staatsanwaltschaft Landau wegen der Vorgänge während und nach der Novemberpogrome. Das Ermittlungsverfahren wurde mangels Beweisen eingestellt. Die Beteiligung von Bürgern aus Ingenheim konnte nicht nachgewiesen werden. Es wurde festgestellt, dass an der Zerstörung ausschließlich Westwallarbeiter und Mitglieder der SA beteiligt gewesen seien, die nicht aus Ingenheim stammten. Josef Bürckel war 1944 eines natürlichen Todes gestorben und konnte nicht mehr belangt werden.

### Entwicklung der jüdischen Einwohnerzahl
| Jahr           | Juden      | Jüdische Familien | Bemerkung                                |
| -------------- | ---------- | ----------------- | ---------------------------------------- |
| 1689           |            | 8                 |                                          |
| 1744           |            | 23                |                                          |
| 1786           | 206        |                   |                                          |
| 1808           | 316        |                   | 28 Prozent der Bevölkerung von Ingenheim |
| 1825           | 448        |                   | 32 Prozent der Bevölkerung von Ingenheim |
| 1856           | 619        |                   |                                          |
| 1867           | 509        |                   | 33 Prozent der Bevölkerung von Ingenheim |
| 1875           | 432        |                   |                                          |
| 1900           | 207        |                   |                                          |
| 1932           | 97         |                   |                                          |
| 1933           | 83 oder 90 |                   | Unterschiedliche Angaben in den Quellen  |
| 1936           | 95         |                   |                                          |
| 1937           | 92         |                   |                                          |
| 1938           | 57         |                   |                                          |
| September 1940 | 3          |                   |                                          |

Quelle: alemannia-judaica.de; jüdische-gemeinden.de

## Einrichtungen

### Synagoge
Die Synagoge wurde 1832 in der Bergzabener Straße 220 (heutige Hauptstraße 17) errichtet. Sie verfügte über 240 Sitzplätze für Männer und 170 Sitzplätze auf einer Frauenempore. Bei den Novemberpogromen 1938 wurde die Synagoge verwüstet und in Brand gesetzt. Im Laufe des Krieges wurde die Ruine durch Granaten weiter zerstört und dann abgerissen.

### Mikwe
Die Gemeinde verfügte über ein Mikwe. Diese war im Kellergeschoss des Schul- und Kantorenhaus eingerichtet.

### Friedhof
Seit dem 17. Jahrhundert wurden die Verstorbenen auf dem jüdischen Friedhof Am Pfaffenberg in Ingenheim beigesetzt. Davor wurden die Toten auf dem jüdischen Friedhof in Annweiler beigesetzt.

### Schule
Das Schulgebäude, in dem sich auch die Wohnung des Kantors und das Bezirksrabbinat Ingenheim befand, stand in der Bergzaberner Straße 220 (heutige Hauptstraße 17) direkt neben der Synagoge. Es wurde 1841 errichtet.  1951 wurde das durch den Krieg stark beschädigte Gebäude verkauft und abgerissen.

#### Israelitische  Konfessionsschule
Die israelitische Konfessionsschule existierte seit Mitte des 19. Jahrhunderts. Die Gemeinde hatte während dieser Zeit einen Elementarschullehrer eingestellt. Dieser hatte neben dieser Aufgabe auch die Leitung des Synagogenchors inne. 

#### Knabeninstitut Ingenheim
Das Knabeninstitut Ingenheim existierte seit 1863. Es wurde von einem jüdischen Oberlehrer und dem protestantischen Pfarrer der Gemeinde geleitet. Daneben waren mindestens noch drei weitere Lehrkräfte beschäftigt, die Unterricht in Englisch, Physik und Buchführung erteilten. Die Schule bot eine Ausbildung für den Post- und Eisenbahndienst, im kaufmännischen Bereich sowie den Unterricht in klassischen Sprachen an. Für Schüler die von außerhalb von Ingenheim stammten bestand die Möglichkeit während des Besuches des Knabeninstituts in einer Pension zu wohnen.

## Vereine
Die Mitglieder der jüdischen Gemeinde unterhielten folgende Vereine:
- Israelitischen Armen- und Krankenverein
- Israelitischen Armen-, Kranken- und Wohlfahrtsverein
- Synagogenchor
- Israelitischen Frauenverein
- Ortsgruppe des Central-Vereins (CV)

## Opfer des Holocaust
Das Gedenkbuch – Opfer der Verfolgung der Juden unter der nationalsozialistischen Gewaltherrschaft 1933–1945 und die Zentrale Datenbank der Namen der Holocaustopfer von Yad Vashem führen 61 Mitglieder der jüdischen Gemeinschaft Ingenheim (die dort geboren wurden oder zeitweise lebten) auf, die während der Zeit des Nationalsozialismus ermordet wurden.